# Natalie Bieser
Natalie Bieser (* 14. Dezember 1948 in Grand Junction, Colorado) ist eine US-amerikanische zeitgenössische Malerin und Objektkünstlerin.

## Leben und Werk
Natalie Bieser studierte bis 1970 am Chouinard Art Institute in Los Angeles und am California Institute of the Arts in Valencia, Los Angeles County.
Ihre ersten Einzelausstellungen hatte sie 1975 in der Galerie Mikro in Berlin und 1977 in der Nancy Hoffman Gallery in Lost Angeles.
Natalie Bieser arbeitet in ihrer Objektkunst mit verschiedensten Materialien, wie Holz und Bindfäden, sie verarbeitet für ihre Wandobjekte häufig Holzstäbe und Perlenschnüre. Die Themen ihrer Kunst sind Raumillusionen, auch Schwerkraft, Rhythmus und Licht spielen eine wichtige Rolle in ihrem Werk.
In ihrer Malerei verwendet sie vorwiegend helle Farben. Ihre Ölgemälde sind in Beige-Tönen, hellgrau und weiß oder Mauve-farben gehalten. Die einzelnen Farbfelder grenzt sie dabei gratähnlich voneinander ab. Auch ihre Aquarelle sind im selben Stil gefasst.
Natalie Bieser war mit Wandobjekten mit Perlenschnüren Teilnehmerin der Documenta 5 in Kassel im Jahr 1972.
Sie hatte zahlreiche Einzelausstellungen und nahm an Gruppenausstellungen weltweit teil. Ihre Werke waren unter anderem im Whitney Museum of American Art in New York City zu sehen.
Bieser lebt in Los Angeles, Kalifornien.